# Okręg wyborczy South Devon
Okręg wyborczy South Devon powstał w 1832 r. i wysyłał do brytyjskiej Izby Gmin dwóch deputowanych. Okręg obejmował południową część hrabstwa Devon. Został zlikwidowany w 1885 r.

## Deputowani do brytyjskiej Izby Gmin z okręgu South Devon
- 1832–1835: lord John Russell, wigowie
- 1832–1835: John Crocker Bulteel, wigowie
- 1835–1858: John Yarde-Buller, Partia Konserwatywna
- 1835–1841: Montague Parker, Partia Konserwatywna
- 1841–1849: William Courtenay, lord Courtenay, Partia Konserwatywna
- 1849–1854: Ralph Lopes, Partia Konserwatywna
- 1854–1868: Lawrence Palk, Partia Konserwatywna
- 1858–1873: Samuel Kekewich, Partia Konserwatywna
- 1868–1885: Massey Lopes, Partia Konserwatywna
- 1873–1884: John Carpenter Garnier, Partia Konserwatywna
- 1884–1885: John Tremayne, Partia Konserwatywna